# Седар (округ, Небраска)
Шаблон:StateAbbr_ 42°36′ пн. ш. 97°15′ зх. д. / 42.6° пн. ш. 97.25° зх. д.
Округ Седар (англ. Cedar County) — округ (графство) у штаті Небраска, США. Ідентифікатор округу 31027.

## Історія
Округ утворений 1855 року.

## Демографія
За даними перепису 
2000 року 
загальне населення округу становило 9615 осіб, усе сільське.
Серед мешканців округу чоловіків було 4811, а жінок — 4804. В окрузі було 3623 домогосподарства, 2564 родин, які мешкали в 4200 будинках.
Середній розмір родини становив 3,2.
Віковий розподіл населення поданий у таблиці:
| Стать    | До 15 років | 15-21 | 22-29 | 30-39 | 40-49 | 50-65 | 65-85 | Понад 85 |
| -------- | ----------- | ----- | ----- | ----- | ----- | ----- | ----- | -------- |
| Чоловіки | 1181        | 480   | 348   | 575   | 740   | 677   | 714   | 96       |
| Жінки    | 1093        | 436   | 290   | 566   | 661   | 641   | 867   | 250      |

## Суміжні округи
- Клей, Південна Дакота — північний схід
- Діксон — схід
- Вейн — південний схід
- Пієрс — південний захід
- Нокс — захід
- Янктон, Південна Дакота — північний захід

## Виноски
1. ↑  US Decennial Census. US Census Bureau. Архів оригіналу за 26 квітня 2015. Процитовано 6 грудня 2014.
2. ↑  Historical Census Browser. University of Virginia Library. Архів оригіналу за 11 серпня 2012. Процитовано 6 грудня 2014.
3. ↑  Population of Counties by Decennial Census: 1900 to 1990. US Census Bureau. Процитовано 6 грудня 2014.
4. ↑  Census 2000 PHC-T-4. Ranking Tables for Counties: 1990 and 2000 (PDF). US Census Bureau. Процитовано 6 грудня 2014.
5. ↑  State & County QuickFacts. US Census Bureau. Архів оригіналу за 7 червня 2011. Процитовано 17 вересня 2013. [Архівовано 2011-06-07 у Wayback Machine.](англ.) Наведено за англійською вікіпедією.
6. ↑  American FactFinder. Бюро перепису населення США. Архів оригіналу за 26 лютого 2012. Процитовано 31 січня 2008. [Архівовано 2008-05-21 у Wayback Machine.]

| США | Це незавершена стаття з географії США. Ви можете допомогти проєкту, виправивши або дописавши її. |